# Berbere
Berbere je etiopská směs koření, jejíž základní složky obvykle tvoří chilli papričky, česnek, zázvor, bazalka, korarima (Kardamovník obecný, Aframomum corrorima), routa, adžvain nebo radhuni (Trachyspermum roxburghianum), černucha setá a pískavice řecké seno.   Patří k základním ingrediencím etiopské a eritrejské kuchyně.
Někdy berbere obsahuje také byliny a koření málo známé v mezinárodním měřítku. Jsou mezi nimi jak pěstované rostliny, tak i druhy rostoucí v Etiopii planě, např. korarima a pepřovník dlouhý.